# ネマ
ネマ（Néma）は、モーリタニアの都市。国の南東部に位置しており、マリとの国境に近い。ホズ・エッ・シャルギ州の州都。

## 概要
都市部の人口は5～6万人。郊外にはおよそ20万の人々が居住している。ネマはモーリタニアとマリの国境に近く、人々の往来が盛んである。マリに向かうには、南下してAdel Bagrou経由をとるか、東進してBassikounouやマリのLéréを目指すか、北上してウアラタ（かつてサハラ交易で繁栄していた）を経由する手段がある。空路では、モーリタニア航空がネマと首都ヌアクショットのほか、アビジャン、ラス・パルマス・デ・グラン・カナリアを結ぶ予定である。（2009年10月、または2010年3月より就航。）ネマから各地へと向かう最も一般的な移動手段は車である。